# Eppertia robusta
Eppertia robusta är en kackerlacksart som först beskrevs av Robert Walter Campbell Shelford 1909.  Eppertia robusta ingår i släktet Eppertia och familjen storkackerlackor. Inga underarter finns listade i Catalogue of Life.